# Dendronephthya fusca
Dendronephthya fusca is een zachte koraalsoort uit de familie Nephtheidae. De koraalsoort komt uit het geslacht Dendronephthya. Dendronephthya fusca werd in 1894 voor het eerst wetenschappelijk beschreven door Studer. 